# Söğüttepe
Söğüttepe, vroeger Harhor geheten, is een dorp in het Turkse district Haymana in de provincie Ankara. 
Krachtens wet nr. 6360 werden alle Turkse provincies met een bevolking van meer dan 750.000 uitgeroepen tot grootstedelijke gemeenten (Turks: büyükşehir belediyeleri), waardoor de dorpen in deze provincies de status van mahalle hebben gekregen (Turks voor stadswijk). Ook Söğüttepe heeft sinds 2012 de status van mahalle.

## Bevolking
De meeste inwoners zijn etnische Koerden.
| Jaar | Totaal | Mannen | Vrouwen |
| ---- | ------ | ------ | ------- |
| 2019 | 94     | 50     | 44      |
| 2013 | 119    |        |         |
| 1990 | 137    |        |         |
| 1985 | 179    |        |         |
| 1975 | 201    | 103    | 98      |
| 1970 | 209    | 104    | 105     |
| 1960 | 176    | 89     | 87      |
| 1955 | 201    | 102    | 99      |
| 1950 | 168    |        |         |
| 1945 | 148    | 83     | 65      |
| 1940 | 147    | 70     | 77      |

Centrale districtsplaats (İlçe Merkezi): Haymana
Dorpen (Köyler):
Ahırlıkuyu · Aktepe · Alahacılı · Altıpınar · Ataköy · Bahçecik · Balçıkhisar ·  Boğazkaya · Bostanhüyük · Bumsuz · Büyükkonak · Büyükyağcı · Cihanşah · Cingirli · Culuk · Çalış · Çatak · Çayraz · Çeltikli ·  Demirözü · Dereköy · Deveci · Devecipınarı · Durupınar  · Durutlar  · Emirler · Esen · Eskikışla · Evci · Evliyafakı · Gedik · Gültepe · Güzelcekale · İncirli · Karahoca  · Karaömerli  · Karapınar  · Karasüleymanlı  · Katrancı · Kavakköy · Kerpiçköy · Kesikkavak · Kızılkoyunlu · Kirazoğlu · Kutluhan · Küçükkonak · Küçükyağcı · Saatli · Sarıdeğirmen · Sarıgöl · Sazağası · Serinyayla · Sırçasaray · Sinanlı · Sındıran · Soğulca · Söğüttepe · Şerefligökgöz · Tabaklı · Tepeköy · Toyçayırı · Türkhüyük · Türkşerefli · Yamak · Yaprakbayırı · Yaylabeyi · Yeniköy · Yergömü · Yeşilköy  · Yeşilyurt · Yukarısebil · Yurtbeyli